# Botanika rolna

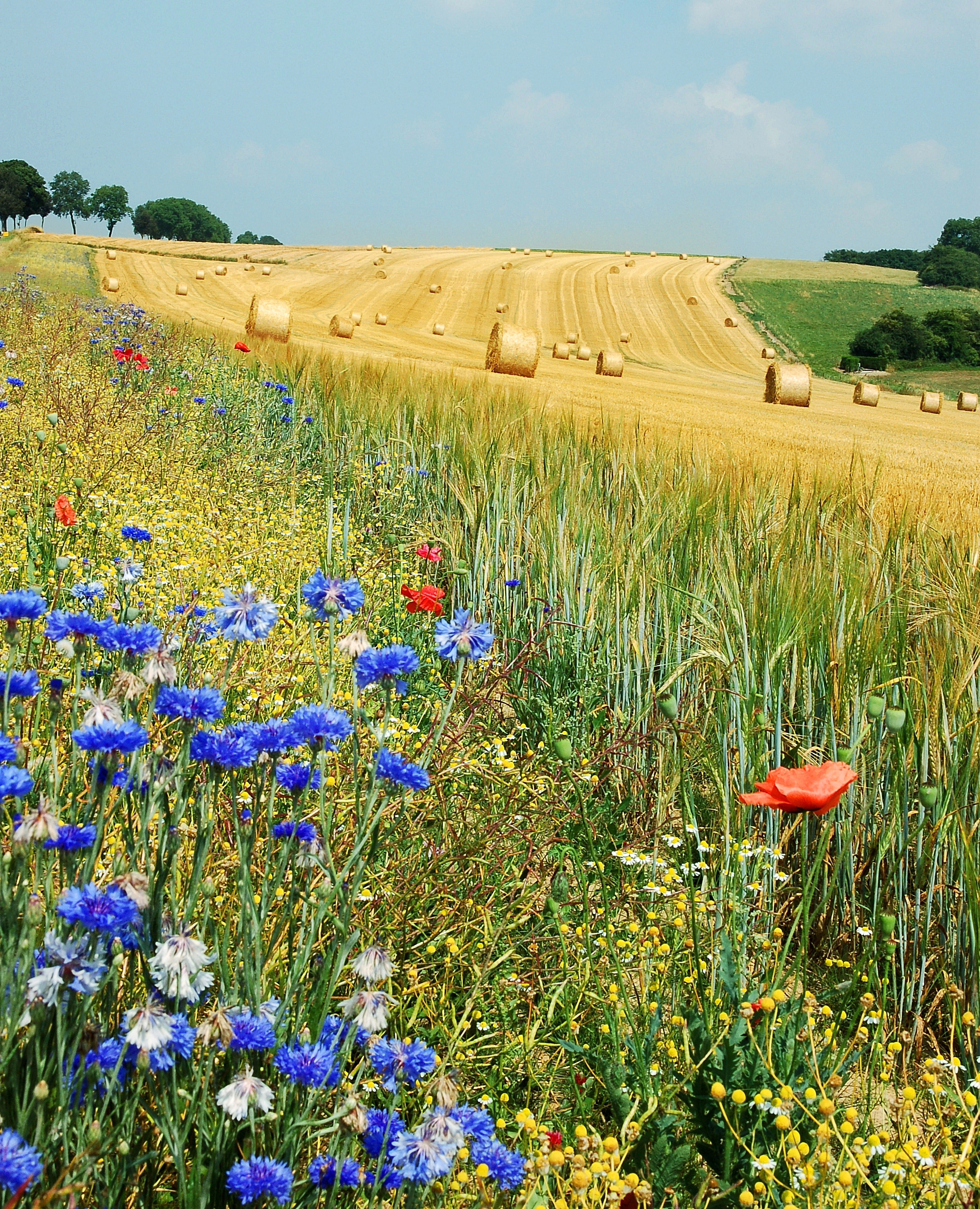
Pole uprawne to wielogatunkowa agrocenoza

Botanika rolna – dział botaniki stosowanej o charakterze interdyscyplinarnym scalający wiedzę z zakresu botaniki z naukami specjalistycznymi z zakresu produkcji roślinnej (ekologia, fitopatologia, herbologia, łąkarstwo, ogrodnictwo, agrochemia, inżynieria rolnicza). W ramach ogólnej uprawy roli i roślin jej celem jest poznanie uwarunkowań z zakresu biologii i ekologii roślin mających wpływ na uzyskiwanie wysokich, pełnowartościowych plonów roślin alimentacyjnych dobrej jakości przy ekonomicznie uzasadnionych nakładach. W szczególności przedmiotem badań jest anatomia i morfologia, fizjologia, systematyka i ekologia roślin uprawianych w gospodarstwach rolnych oraz towarzyszących im chwastów.  